# فينتورا بونس
فينتورا بونس (بالإسبانية: Ventura Pons)‏ هو كاتب سيناريو ومخرج إسباني، ولد في 25 يوليو 1945 في برشلونة في إسبانيا.

## وصلات خارجية
- الموقع الرسمي
- فينتورا بونس على موقع IMDb (الإنجليزية)
- فينتورا بونس على موقع ألو سيني (الفرنسية)
- فينتورا بونس على موقع أول موفي (الإنجليزية)
- فينتورا بونس على موقع قاعدة بيانات الأفلام السويدية (السويدية)
- فينتورا بونس على موقع قاعدة بيانات الفيلم (الإنجليزية)
- فينتورا بونس على موقع كينوبويسك (الروسية)